# کهیداکوشتانی
کهیداکوشتانی (به مجاری:  Kehidakustány) یک منطقهٔ مسکونی در مجارستان است که در ناحیه زالاسنت‌گروت واقع شده‌است. کهیداکوشتانی ۱۹٬۷۵ کیلومتر مربع مساحت و ۱٬۲۱۸ نفر جمعیت دارد.